# Ein Schnitzel für drei
Ein Schnitzel für drei ist ein deutscher Fernsehfilm der Schnitzel-Filmreihe von Manfred Stelzer aus dem Jahr 2009 mit Armin Rohde und Ludger Pistor in den Hauptrollen.

## Handlung
Günther Kuballa ist seit Monaten arbeitslos, ebenso wie sein bester Kumpel Wolfgang Krettek. Es bieten sich kaum Aussichten, dass sich ihre Situation je verbessern könnte. Wolfgang ist gelernter Herrenausstatter und bemüht sich nach Kräften, wieder einen Job zu finden – egal in welcher Branche. Deswegen besucht er laufend neue Fortbildungskurse, die ihm letztendlich aber keinen Erfolg bringen. Günther ist da weniger engagiert und geht gegenüber seiner zuständigen Sachbearbeiterin im Arbeitsamt ständig auf Konfrontationskurs. Er war sein Leben lang Tierpfleger und möchte sein Geld nur im Zoo bei seinen heiß geliebten Robben verdienen. Nachdem er vom Arbeitsamt zu einer Fortbildung verpflichtet wird und diese abbricht, wird ihm auch noch das ALG II gekürzt. In dieser scheinbar ausweglosen Situation trifft Günther auf den demenzkranken Nachbarn Hermann, der ihn in seiner Verwirrtheit ziemlich nervt. Trotzdem kümmert er sich um ihn, als er eines Tages recht hilflos auf der Straße steht und nicht mehr nach Hause findet. Günther bringt ihn in seine Wohnung und findet dort durch Zufall eine große Summe Bargeld, an die Hermann jegliche Erinnerung verloren hat. So sieht Günther seine Chance gekommen und nimmt das Geld heimlich an sich. Er berichtet Wolfgang von seinem Fund, den er vorhat mit ihm zu teilen. Wolfgang hat allerdings Skrupel, den alten Mann zu bestehlen. Doch als er sich davon überzeugt, dass sich Hermann wirklich an nichts mehr erinnert, was seine Ersparnisse angeht, ist auch er nicht abgeneigt, das Geld zu behalten. Er findet aber, dass auch Hermann etwas von dem Schatz haben sollte. So sind sie sich darüber einig, das Geld als eine Art Gehalt zu betrachten und für ihren Nachbarn zu waschen, zu putzen und aufzuräumen. Und so packen die beiden Freunde kräftig an und fühlen sich nun als rechtmäßige Besitzer der 150.000 Euro und geben sie mit vollen Händen aus. Günther leiht sich als erstes einen flotten Sportwagen, denn ein Kauf hätte das Arbeitsamt misstrauisch werden lassen. Zusammen mit Wolfgang gönnt er sich das beste Schnitzel aus dem Ruhrgebiet und bringt auch Hermann eine Portion vorbei. Die beiden haben ihn nicht vergessen und versorgen ihn weiterhin. Günther nimmt ihn sogar mit in den Zoo, wo er ihn jedoch aus den Augen verliert und erst nach Stunden wiederfindet.
Mit dem Reichtum kommen aber auch Unannehmlichkeiten. Erste Missstimmungen gibt es, als Günther, ohne Wolfgang zu fragen, einen großen Teil des Geldes zur Sanierung des Robbenbeckens im Zoo ausgibt und hofft, dadurch wieder dort arbeiten zu dürfen. Wolfgang wiederum hat Probleme, seiner Frau zu erklären, wie er sie überraschend in ein elegantes Restaurant ausführen konnte. So fällt ihm nur die Ausrede ein, dass er jener Bankräuber wäre, der gerade in der Stadt sein Unwesen treibt. Er genießt das neue Ansehen, dass er damit wieder als ganzer Kerl bei ihr erhält. Diese Rolle treibt ihn so weit, sich von Günther sogar einen Streifschuss verpassen zu lassen, weil die Medien darüber berichteten, dass der Bankräuber bei seinem letzten Überfall angeschossen wurde. Günther verdächtigt auch ihre Nachbarin Eva Lorenz, die Bankräuberin zu sein, da er in ihrer Wohnung Zeitungsausschnitte über den Raub und eine Waffe findet.
Für die Versorgung von Hermann ergeben sich Probleme, als es Günther tatsächlich gelingt, kurzfristig seinen Job als Tierpfleger zurückzubekommen und er sich nun tagsüber nicht mehr um den alten Mann kümmern kann. Wolfgang ist fest in seiner Familie eingespannt, sodass auch er nicht einspringen kann. Dadurch ergeben sich Komplikationen, und Hermann muss als Notfall ins Krankenhaus gebracht werden. Dort ist man davon überzeugt, dass der alte Mann zukünftig nicht mehr allein gelassen werden könne und in ein Pflegeheim gehöre. Dazu brauchte er allerdings ein wenig Eigenkapital, und so ist Günther entschlossen, Hermann das verbliebene Geld zurückzugeben. Notgedrungen sieht auch Wolfgang dies ein und gesteht seiner Frau, dass er doch kein Bankräuber ist und dass sie den neuen Reichtum ihrem Nachbarn zu verdanken haben. Gerade als sie Hermanns Geld zur Bank bringen wollen, um ihm dort ein Konto einzurichten, geschieht wieder ein Überfall. Aus Sorge, das Geld jetzt zu verlieren, stürzt sich Günther auf den Bankräuber und überwältigt ihn. Günther findet heraus, dass ihre Nachbarin Eva Lorenz in Wirklichkeit eine Polizistin ist, die versucht, den wahren Räuber zu fassen. Aus Dankbarkeit wird den beiden Helden der Stadt ein Scheck über 15.000 Euro überreicht. Das hält Günther und Wolfgang jedoch nicht davon ab, sich auch weiterhin um Hermann zu kümmern, der nun in einem Altenheim lebt und von ihnen dort regelmäßig besucht wird.

## Produktion
Der Film wurde von der Colonia Media Filmproduktions GmbH für den WDR produziert, vom 28. Oktober bis 28. November 2008 in Köln, Dortmund und Umgebung gedreht und am 04. Juli 2009 auf dem Filmfest München uraufgeführt. Im Fernsehen wurde der Film erstmals am 2. Juni 2010 auf Das Erste ausgestrahlt.

## Kritiken
„Im Ruhrgebiet angesiedelte Komödie um die Verführbarkeit eigentlich gutmütiger Menschen.“

„Zwei Arbeitslose & ein Demenzkranker geben ihrem Leben einen neuen Sinn. Ein Schnitzel für drei ist ein Film über Freundschaft, der vom großen Frust und vom kleinen Glück erzählt, der von Mutterwitz und einer tiefen Moral beseelt ist. Die Ruhrpott-Komödie verzichtet auf Pointen und verbale Gags. Die Figuren tragen nicht den Witz, sondern Realitätssinn auf der Zunge und die Schauspieler glänzen mit brillantem Timing.“

## Fortsetzungen
- 2013: Ein Schnitzel für alle
- 2017: Schnitzel geht immer
- 2019: Schnitzel de Luxe
- 2021: Das Weihnachtschnitzel